# Annie Oakley
Annie Oakley, pseudonimo di Phoebe Ann Mosey (Willodell in precedenza Woodland, Ohio, 13 agosto 1860 – Greenville, 3 novembre 1926), è stata una circense statunitense, celebre per la sua abilità con il fucile, che la rese un personaggio famoso dell'epopea del selvaggio West e una stella del mondo dello spettacolo.
Il talento di Oakley e la sua tempestiva ascesa alla fama le fecero ottenere un ruolo da protagonista nello spettacolo del "Selvaggio West di Buffalo Bill" (Buffalo Bill Wild West), che la fece diventare la prima superdiva americana.
Usando un fucile calibro 22 da una distanza di 90 piedi (circa 27 metri), si dice che Oakley potesse spezzare una carta da gioco col bordo in avanti e bucarla altre cinque o sei volte prima che toccasse terra.

## Biografia
Secondo la Fondazione Annie Oakley (Annie Oakley Foundation), Oakley nacque in "una capanna a meno di due miglia a nordest di Woodland, ora Willowdell, nella Contea di Darke", una contea rurale sulla frontiera occidentale dell'Ohio. Il villaggio di North Star ha un cartello stradale che afferma che si trova vicino al suo luogo di nascita. Il sito della capanna di tronchi che fu il suo luogo di nascita è a circa cinque miglia ad est di North Star. C'è una targa fissata sulla pietra nelle vicinanze del sito della capanna, che fu posta dal Comitato Annie Oakley (Annie Oakley Committee) nel 1981, 121 anni dopo la sua nascita. Il comitato però scrisse male il suo cognome di nascita sulla targa di bronzo fusa, che finiva erroneamente per "s" invece che per "y".
I genitori di Annie erano quaccheri di Hollidaysburg, Contea di Blair, Pennsylvania: Susan Wise, 18 anni, e Jacob Mosey, di 49 anni, sposatisi nel 1848. Un incendio distrusse la loro taverna ad Hollidaysburg, così si trasferirono in una fattoria affittata (in seguito acquistata con un'ipoteca) a Patterson Township, Contea di Darke. Il trasferimento avvenne in un periodo tra la nascita ad Hollidaysburg della sorella Elizabeth nel 1855 e la nascita nella Contea di Darke della sorella Sarah Ellen nel 1857.
Nata nel 1860, Annie era la sesta degli otto figli di Jacob e Susan. Suo padre, che aveva combattuto nella Guerra del 1812, morì nel 1866 all'età di 67 anni, di polmonite ed esposizione eccessiva al tempo gelido. Sua madre sposò Daniel Brumbaugh, ebbe una nona figlia, Emily, e rimase vedova una seconda volta.
Quando Annie aveva otto o nove anni, fu affidata alle cure del sovrintendente della fattoria per i poveri della contea, dove imparò a cucire e a decorare. Trascorse qualche tempo in semi-schiavitù per una famiglia locale dove subì maltrattamenti mentali e fisici (Annie si riferiva a loro come "i lupi"). Quando si riunì con la sua famiglia all'età di 13 o 14 anni, sua madre si era sposata una terza volta, con Joseph Shaw, dopo il 1868.
A causa della povertà conseguente alla morte di suo padre, Annie non frequentò regolarmente la scuola. In seguito ricevette una qualche istruzione aggiuntiva. Apparentemente, non era in grado di scrivere correttamente il nome della sua famiglia, poiché in seguito lo rendeva terminante in "ee". Il cognome della sua famiglia, "Mosey", terminante in "y", appare sulla lapide di suo padre e nel suo fascicolo militare; è l'ortografia ufficiale della Annie Oakley Foundation mantenuta dai suoi parenti in vita.
Annie cominciò a cacciare all'età di nove anni per mantenere i suoi fratelli e sua madre rimasta vedova. Vendeva la selvaggina cacciata in cambio di denaro agli abitanti del luogo a Greenville, nonché ai ristoranti e agli alberghi nell'Ohio meridionale. La sua abilità alla fine fornì il denaro per estinguere l'ipoteca sulla fattoria della madre quando Annie aveva 15 anni.

### Debutto e matrimonio

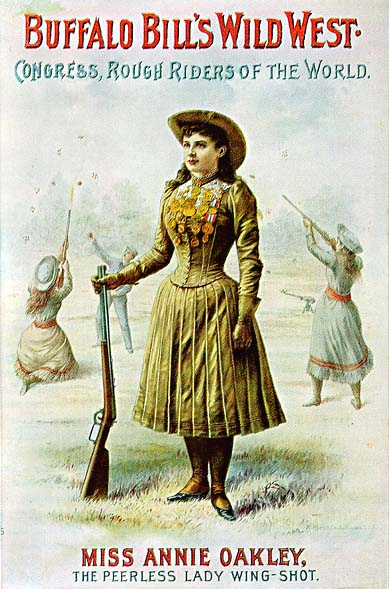
Manifesto dello spettacolo del Wild West

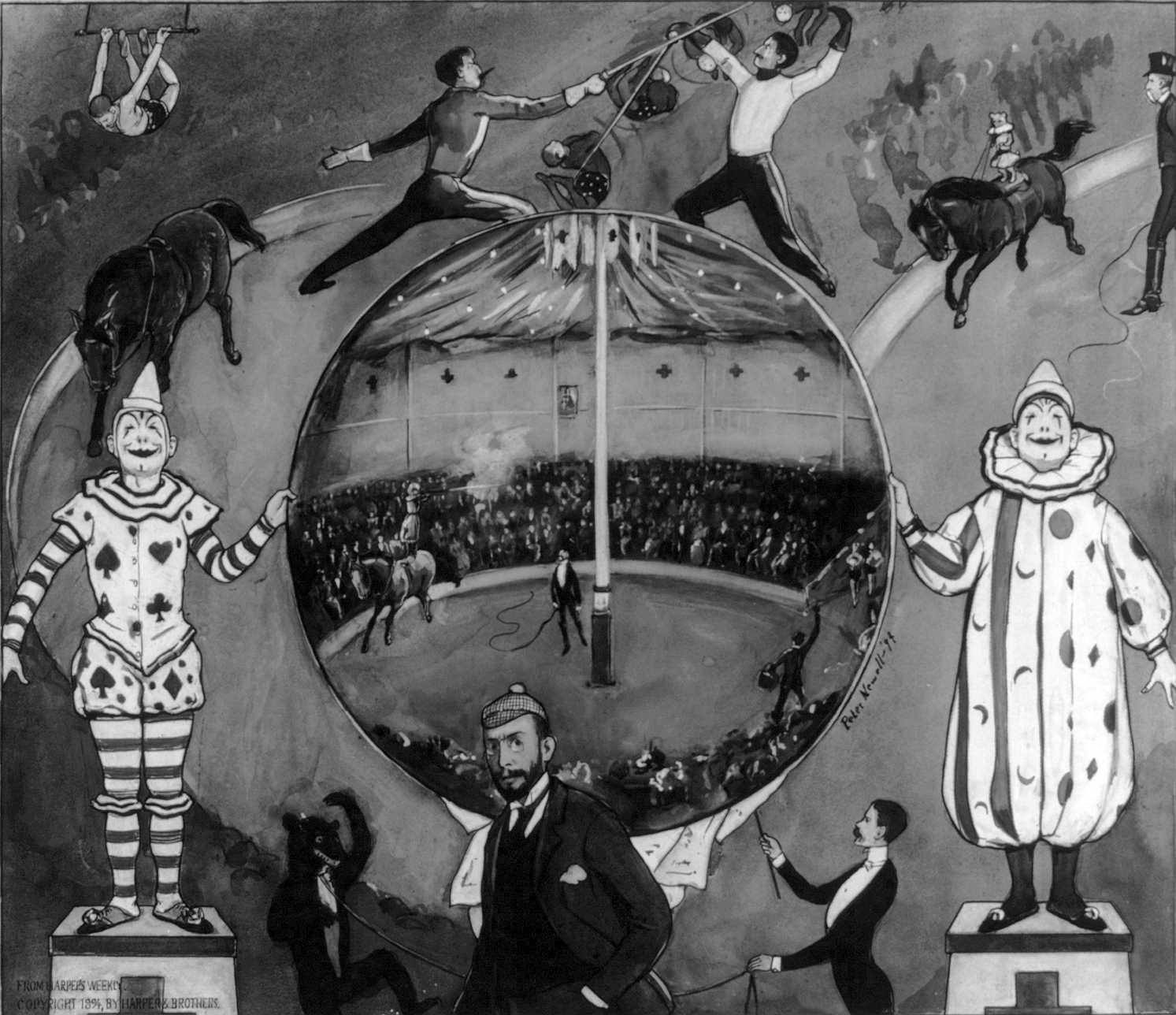
Annie Oakley mentre si esibisce in un circo amatoriale a Nutley (New Jersey), nel 1894, per raccogliere fondi per la Croce Rossa

Oakley divenne presto ben nota in tutta la regione. Durante la primavera del 1881 veniva rappresentato a Cincinnati il numero di tiro di Baughman e Butler. Il tiratore di spettacoli itineranti ed ex addestratore di cani Francis E. Butler (1850–1926), un immigrante irlandese, fece una scommessa di 100 dollari per parte (grosso modo equivalenti a 2.000 dollari odierni) con il proprietario di un albergo di Cincinnati, Jack Frost, che lui, Butler, 31 anni di età, poteva battere qualsiasi tiratore dilettante locale. L'albergatore organizzò una gara di tiro con Oakley, 21 anni di età, da tenere dieci giorni dopo in una cittadina vicino a Greenville (Ohio). Butler in seguito disse che era "a 18 miglia dalla più vicina stazione [dei treni]" (riguardo alla distanza da Greenville a North Star). Dopo aver sbagliato il suo 25º colpo, Butler perse la gara e la scommessa — un'ironia della sorte, che lo portò a diventare un famosissimo vincitore nella vita dietro le quinte. Butler cominciò a corteggiare Oakley ed infine i due si sposarono il 20 giugno 1882.

## Carriera e tournée
(Annie Oakley)
Oakley e Butler vissero a Cincinnati (Ohio), per un periodo, e si crede che lei abbia preso il suo nome di scena dal quartiere di Oakley nella città, dove risiedevano.
Si unirono al Wild West Show di Buffalo Bill nel 1885. Alta 5 piedi (1,52 m), alla Oakley fu dato il soprannome di "Watanya Cicilla" dal collega artista Toro Seduto, tradotto "Piccolo Colpo Sicuro" negli annunci pubblicitari.
Durante il suo primo impegno con lo spettacolo di Buffalo Bill, la Oakley sperimentò una tesa rivalità professionale con la tiratrice Lillian Smith. La Smith si faceva pubblicità in quanto più giovane e perciò più reclamizzabile della Oakley. La Oakley lasciò temporaneamente lo spettacolo di Buffalo Bill ma ritornò dopo che la Smith era partita.
Oakley aveva inizialmente risposto alla rivalità di età dello spettacolo togliendosi sei anni dall'età che veniva pubblicizzata. Non poteva togliersi altri anni senza far sembrare che fosse nata da genitori non sposati. In ogni caso, la sua età pubblicizzata portò a perenni errori di calcolo della sua vera età e delle date di alcuni dei suoi eventi biografici. Ad esempio, la gara di tiro della primavera 1881 con Butler avvenne quando era un'adulta di 21 anni. Tuttavia, quell'evento è ampiamente riportato come avvenuto sei anni prima in autunno, il che suggerisce anche una mitica storia d'amore adolescenziale con Butler.
In Europa, ella si esibì per la Regina Vittoria e altre teste coronate di stato. La Oakley aveva una mira talmente buona che, a sua richiesta, fece saltare le ceneri da una sigaretta tenuta dal Principe di Prussia, il futuro Kaiser Guglielmo II. La Annie Oakley Foundation sostiene che non fosse lei la fonte di un motto sarcastico ampiamente ripetuto, legato all'evento: "Alcune persone ingenerose in seguito azzardarono che se Annie avesse colpito Guglielmo e non la sua sigaretta, avrebbe potuto impedire la prima guerra mondiale."
Oakley promosse il servizio delle donne nelle operazioni di combattimento per le forze armate degli Stati Uniti. Scrisse una lettera al Presidente William McKinley il 5 aprile 1898 "offrendo al governo i servizi di una compagnia di 50 'signore tiratrici' che avrebbero fornito le loro armi e le loro munizioni se gli Stati Uniti fossero entrati in guerra con la Spagna." La Guerra ispano-americana avvenne effettivamente, ma l'offerta della Oakley non fu accettata. Theodore Roosevelt, tuttavia, denominò in realtà la sua cavalleria di volontari "Rough Riders" ("Rudi Cavalieri") dal nome dello spettacolo "Buffalo Bill's Wild West and Congress of Rough Riders of the World" (Il Selvaggio West e il Congresso dei Rudi Cavalieri del Mondo di Buffalo Bill") dove la Oakley era una delle stelle principali. Nel 1901, lo stesso anno in cui McKinley fu mortalmente colpito da un assassino, anche la Oakley rimase gravemente ferita in uno scontro ferroviario, ma si riprese completamente dopo una paralisi temporanea e cinque operazioni spinali. Lasciò lo spettacolo di Buffalo Bill e nel 1902 iniziò una più tranquilla carriera di attrice in un dramma teatrale scritto appositamente per lei, The Western Girl ("La Ragazza del West"). Oakley interpretava il ruolo di Nancy Berry e usava pistola, fucile e laccio per superare in astuzia un gruppo di fuorilegge. Dopo il suo incidente ed il suo cambiamento di carriera, accrebbe solo la sua leggenda il fatto che la sua abilità nel tiro continuò ad aumentare fino a dopo i suoi 60 anni.
In tutta la sua carriera, si ritiene che la Oakley abbia insegnato ad oltre 15.000 donne ad usare un'arma da fuoco, non solo come forma di esercizio fisico e mentale, ma anche per difendere sé stesse.

## Cause per diffamazione
Nel 1903, l'opinione pubblica americana aveva preso coscienza degli effetti dannosi dell'assunzione di cocaina sul comportamento delle persone, anche in relazione ad atti criminali. Di conseguenza, molti giornali narravano storie sensazionalistiche (vere o presunte) incentrate sugli abusi della droga, che riscuotevano grande successo di vendite. Il magnate della stampa William Randolph Hearst pubblicò una falsa storia che Oakley era stata arrestata per furto per pagarsi la dipendenza dalla cocaina. La donna effettivamente arrestata era un'artista del burlesque che aveva detto alla polizia di Chicago di chiamarsi "Annie Oakley". A causa di questa montatura e della campagna mediatica che ne seguì, la Annie Oakley originale passò gran parte dei successivi sei anni vincendo 54 su 55 cause giudiziarie per diffamazione contro i giornali. In termini di risarcimenti, ottenne dalle sentenze meno di quelle che furono le sue spese legali, ma per lei la riabilitazione della sua reputazione giustificava la perdita di tempo e di denaro.
La maggior parte dei giornali che avevano stampato la storia si erano basati sull'articolo di Hearst e quando appresero dell'errore diffamatorio ritrattarono immediatamente la falsa storia con tutte le scuse. Hearst, tuttavia, tentò di evitare di pagare la provvisionale di 20.000 dollari fissata dalle sentenze del tribunale (pari a 300.000 dollari, aggiustati per l'inflazione in dollari del 2008) mandando un investigatore nella Contea di Darke, con l'intento di raccogliere pettegolezzi sul passato della Oakley, che ne potessero macchiare la reputazione. L'investigatore non trovò nulla.

## Gli ultimi anni e la morte

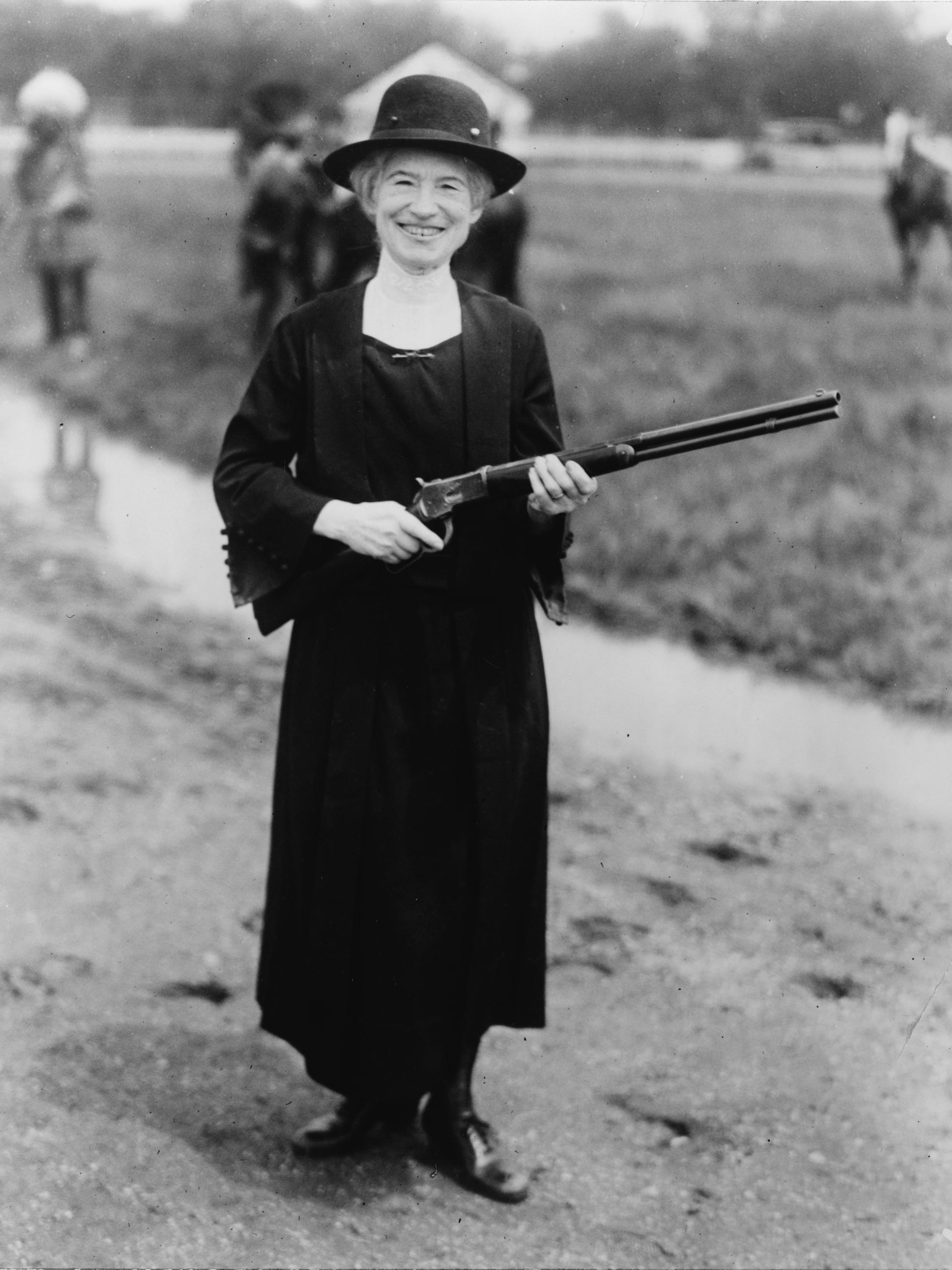
Annie Oakley con un fucile donatole da Buffalo Bill, nel 1922

Oakley continuò a stabilire primati fino a dopo i suoi 60 anni e si impegnò in estese, anche se silenziose, iniziative filantropiche per i diritti delle donne e altre cause, incluso il sostegno di specifiche giovani donne che conosceva. S'imbarcò in un rientro sulle scene e intendeva avere un ruolo da protagonista in un lungometraggio muto. In una gara di tiro del 1922 a Pinehurst (Carolina del Nord), la sessantaduenne Oakley colpì 100 bersagli di argilla da 16 iarde (15 m).
Alla fine del 1922, Oakley e Butler subirono un incidente d'auto debilitante, che la costrinse ad indossare un tutore d'acciaio sulla gamba destra. Tuttavia dopo un anno e mezzo di recupero, si esibì di nuovo e realizzò nuovi primati nel 1924.
La sua salute declinò nel 1925 e morì di anemia perniciosa a Greenville (Ohio) all'età di sessantasei anni nel 1926. Fu sepolta nel Cimitero di Brock a Greenville (Ohio). Butler fu così afflitto dalla sua morte che smise di mangiare. Morì appena 18 giorni dopo.
Dopo la sua morte, la sua biografia incompleta fu data a Fred Stone, il comico teatrale.
Si scoprì dopo, che la sua intera fortuna era stata spesa per la sua famiglia e le sue iniziative benefiche.
Fu inserita nel National Cowgirl Museum and Hall of Fame a Fort Worth (Texas).

## Il Piccolo Colpo Sicuro del Selvaggio West
Nel 1894, la Oakley e Butler si esibirono nel film del kinetoscopio di Edison, The "Little Sure Shot" of the "Wild West," exhibition of rifle shooting at glass balls, etc. (Il "Piccolo Colpo Sicuro" del "Selvaggio West", esibizione di tiro col fucile a palle di vetro, ecc.) Filmato il 1º novembre 1894, nello studio Black Maria di Edison, da William Heise (0:21 a 30 fotogrammi/s; 39 piedi (12 m)), era all'incirca l'11º film fatto dopo che incominciarono le proiezioni commerciali il 14 aprile 1894.
L'iniziale opportunità come stella del cinema della Oakley scaturì dall'amicizia di Buffalo Bill e Thomas Edison, che si sviluppò dopo che Edison costruì personalmente per il Wild West Show quello che negli anni 1890 era il più grande gruppo elettrogeno del mondo. Buffalo Bill e quindici degli Indiani del suo spettacolo apparvero in due kinetoscopie filmate il 24 settembre 1894.

## Il personaggio nei media
La vita e la personalità di Annie Oakley colpirono subito la fantasia popolare: già quando era in vita, Annie divenne un personaggio di grandissima popolarità ed una vera stella dello spettacolo, grazie soprattutto alla lunga associazione con il Wild West di Buffalo Bill. Nel 1910, Oakley appare insieme ad altre numerose stelle dello spettacolo e dello sport in un cameo nel film Actors' Fund Field Day.
Anche dopo la morte, la sua fama non venne mai meno, ma anzi continuò a crescere. Così, già a partire dagli anni trenta, la sua storia e le sue gesta, per lo più romanzate, furono al centro di innumerevoli rappresentazioni teatrali, cinematografiche, televisive e letterarie.
- Annie Oakley, cortometraggio del 1894 diretto da William K.L. Dickson.
- Nel 1935, Barbara Stanwyck interpretò la Oakley in un film fortemente romanzato intitolato La dominatrice (Annie Oakley )[40].
- Il musical di Broadway del 1946 Annie Get Your Gun è basato, molto liberamente, sulla sua vita. La produzione teatrale originale aveva come protagonista Ethel Merman, che fu protagonista anche della riproposizione del 1966.
- Una versione cinematografica dal titolo Anna prendi il fucile, del 1950, aveva come protagonista Betty Hutton.
- Alcuni anni dopo aver interpretato la tournée nazionale del 1948, Mary Martin ritornò al ruolo nel 1957 per uno speciale televisivo della NBC.
- Dal 1954 al 1956, Gail Davis interpretò la Oakley nella serie televisiva Annie Oakley.
- Dalla serie televisiva, furono tratte alcune collane a fumetti statunitensi:

Annie Oakley, nn. 1-11 (1948-1956) della Atlas (Marvel) Comics
Annie Oakley and Tagg nn. 4-18 (1953-1959) della Dell Comics
Annie Oakley and Tagg, n. 1 (1965) della Gold Key Comics.
Molti di questi numeri furono poi ristampati in bianco e nero dalla L. Miller and World Distributors Ltd.
- Almeno tre libri adattati dalla stessa serie televisiva furono pubblicati dalla Whitman Publishing Company:

Annie Oakley in Danger at Diablo, di Doris Schroeder, 1955
Annie Oakley in Double Trouble, di Doris Schroeder, 1958
Annie Oakley in Ghost Town Secret, autore e data incerti.
- Una Oakley decisamente romanzesca appare nel film commedia del 1966 Carry On Cowboy. Questa versione della Oakley aveva un padre che era sceriffo della immaginaria Stodge City, e viaggiava per il West per uccidere l'assassino di suo padre, innamorandosi alla fine di un inglese inetto, il marshal P. Knutt (Jim Dale). La Oakley era interpretata da Angela Douglas.
- Nel 1976, Geraldine Chaplin interpretò la Oakley in Buffalo Bill e gli indiani con John Considine nella parte di Frank Butler.
- Nel 1982, Diane Cary interpretò la Oakley, accanto a Robert Donner nella parte di Bill Cody, in un episodio della serie Voyagers! - Viaggiatori del tempo, dove, durante le esibizioni di Cody per la Regina Vittoria, la Oakley si impegna in una gara di tiro con un duca russo.
- Nel 1982, il gruppo rock britannico Squeeze pubblicò una canzone intitolata Annie Get Your Gun ("Anni prendi la pistola").
- Nel 1985, Jamie Lee Curtis la ritrasse nell'episodio "Annie Oakley" della serie video per bambini Shelley Duvall's Tall Tales and Legends.
- Nel 1996, Reba McEntire ritrasse Annie in Buffalo Girls a fianco di Anjelica Huston, Melanie Griffith e Tom Wopat.
- Nel 1996 Annie compare anche nella storia collegata alla Saga di Paperon de' Paperoni del fumettista americano Don Rosa "Il vigilante di Pizen Bluff", che vede la Oakley accompagnare Paperon De' Paperoni, Buffalo Bill e altri membri del "Wild West Show" in un viaggio per inseguire i Dalton.
- Nel 1997, in Italia, sugli albi nn. 435 (Il prezzo della vittoria), 436 (Wild West Show) e 437 (Ombre cinesi) della serie a fumetti di Tex Willer fu pubblicata una storia, scritta da Mauro Boselli e disegnata da Guglielmo Letteri, in cui Tex e il suo inseparabile pard Kit Carson affrontano a New Orleans una banda di pericolosi criminali, aiutati anche da Buffalo Bill e dagli artisti del suo Wild West Show. Tra questi ultimi compare Annie Oakley, che avrà un ruolo di primo piano nella storia (e anche nel cuore di Carson).[41][42]
- Nel 1999, il musical Annie prendi la pistola fu riproposto a Broadway con Bernadette Peters nel ruolo da protagonista. Susan Lucci assunse la parte quando la Peters si prese una vacanza dallo spettacolo; a sua volta Cheryl Ladd rilevò la parte dalla Peters e fu seguita da Reba McEntire e Crystal Bernard.
- Nel 2004, Elizabeth Berridge interpretò Annie Oakley nel film della Touchstone Pictures Hidalgo - Oceano di fuoco.
- Nel 2006, un episodio del programma American Experience della rete Public Broadcasting Service (PBS), documentò la vita della Oakley.
- Nel 2008, Neil deGrasse Tyson incentrò sulla Oakley una puntata del suo spettacolo sulla PBS.
- Nel 2009, il complesso Watchout! There's Ghosts distribuì una canzone chiamata Don't Shoot Me Annie Oakley ("Non spararmi Annie Oakley").
- Nel 2009, nell'episodio Lo spettacolo continua della serie canadese I misteri di Murdoch compaiono la Oakley (interpretata da Sarah Strange) e Buffalo Bill in tournée a Toronto.
- Nel 2009, Dan Smith e Ralph Pelleymounter, rispettivamente cantanti delle band Bastille e To Kill a King creano il progetto "Annie Oakley Hangin" nato come prima esperienza musicale in duo da parte dei due ragazzi, il progetto fu accantonato dopo la pubblicazione di sole 8 canzoni sul social MySpace, il progetto fu ripreso nel 2016 e un album degli "Annie Oakley Hangin" è in uscita tra il 2017 e il 2018.